# 아메리카 원주민
아메리카 원주민(-原住民, 영어: Indigenous peoples of the Americas)은 아메리카 대륙의 원주민을 지칭한다. 흔히 ‘인디언’이라고도 하나 이는 영어의 ‘American Indian’에서 온 말로, 엄밀하게는 미국 내 아메리카 원주민만을 지칭할 때도 있다. 언어권에 따라 앵글로 아메리카의 원주민은 인디언, 라틴 아메리카의 원주민은 인디오라 부르기도 한다.

## 명칭
아메리카 원주민은 북미에서는 인디언(Indian), 남미에서는 인디오(Indio)라고도 하는데, 이 호칭은 원래 콜럼버스가 아메리카 대륙을 인도로, 원주민을 인도인으로 오인한 것으로부터 나온 것으로 여겨지며, 또한 인디언의 아름답고 자연친화적인 삶의 방식을 보고 신의 품속(In + Dios(스페인어))란 이름으로 지었다는 설도 존재한다. 때때로 경멸 의미가 있고, 의미가 불확실한 까닭에 영어권에서는 '아메리카 원주민'(Native American)으로 호칭하는 게 일반적이다. 북극권 이누이트를 포함하는 예도 있으나, 인디언이라 호칭할 때는 보통 이누이트를 포함하지 않는다. 또한 지역별로 다양한 인종형질적 차이와 언어적 차이를 보이는 까닭에 이들을 하나의 동계민족으로 간주하는 것은 무리가 있다. 예를 들어 브라질 열대우림지역의 부족과 미국 대평원 지역의 부족, 남미끝의 티에라델푸에고섬의 토착종족간에는 언어, 문화, 신체적 특징에서 엄청난 차이가 있다.

## 역사

### 기원

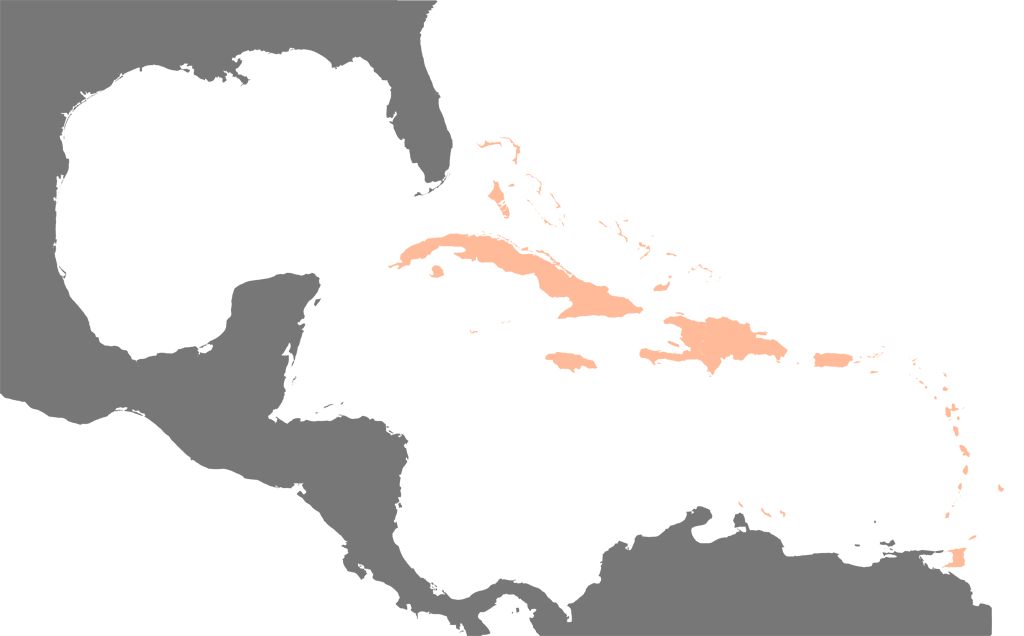
아메리카 대륙과 관련된 서인도 제도

유력한 가설에 의하면 이들은 1만년 전쯤에 시베리아 지역에서 베링 육교를 건너 아메리카 대륙으로 이주한 집단의 후손이며, 이후 북에서 남으로 퍼져 아메리카 전체에 분포하게 되었다. 이는 DNA 하플로그룹 등 생물학적 근거에 의해 뒷받침된다. 당시에 단일의 민족이 들어와 퍼진 것인지 혹은 여러 민족집단이 들어온 것인지, 그리고 여러 차례에 걸쳐서 들어온 것인지 등에 대해서는 여러 학설이 존재한다.

### 콜럼버스 이전
이후 아메리카의 원주민들은 유럽인들의 도래 이전까지 최소 수천 년 간 타 대륙과 접촉없이 독자적인 발전을 이루었으며, 일부 문명을 제외하면 많은 인구가 소단위 부족을 중심으로 원시적인 수렵-채집 생활을 지속해왔다.
북미 대륙에서는 지역의 특성에 따라 물소를 주식으로 하여 이동하는 부족이나 평지에서 정착생활을 하는 부족 등이 발전하여 각각 독립적으로 활동하였다. 한편 중미와 남미 북·서쪽 지역에서는 농경 사회가 구성되기도 했으며 그 중 일부는 고대 문명으로 발전하여 미지의 불가사의로 알려져 있는 마야, 잉카, 아스텍 문명을 이루었다.

### 콜럼버스 이후
1500년 전후의 크리스토퍼 콜럼버스 탐험 이후 유럽의 아메리카 이주 및 식민화가 시작되었다. 당시의 아메리카 원주민의 총 인구는 명확하지 않으나, 유럽인이 도래한 후 100년 동안 인구의 80~90% 가량이 감소했을 것으로 추측한다. 거의 대부분은 식민화 초기 유럽인들이 가져온 천연두, 홍역 등의 전염병으로 인해 사망했다.  단편적 예로 콜럼버스 탐험대가 처음 마주한 타이노족은 전염병으로 인해 3년만에 70%의 인구가 사망하였다. 이들이 이런 높은 치사율을 보인 원인으로는 아메리카 토착민들이 오랫동안 다른 대륙과 접촉을 하지 않아 상당히 높은 수준으로 유전적 동일성을 보였다는 점, 유럽대륙에서 사람들과 오랫동안 살아오면서 면역력을 높인 말, 돼지 같은 동물들이 아메리카 대륙에 존재하지 않았기에 이에 대한 면역력이 거의 제대로 갖춰지기 어려웠던 점, 유럽에 흑사병이 퍼졌을 때처럼 사람들이 병을 치유한다는 이유로 한 곳에 모여 있었다는 점 등이 지적되고 있다.
또한 아메리카 대륙 전역에서 학살과 노예화가 일어나면서 인구 감소는 가속화되었으며, 특히 카리브해, 칠레, 우루과이, 아르헨티나, 미국 일부 지역 등에서는 사실상 전멸하였다.
근대에 들어서도 강제이주나 동화를 거쳐 많은 문화나 정체성이 사라져갔다. 미국의 원주민들은 1830년대 이후 미국 정부가 지정한 척박한 보호구역에 강제이주당한 비극의 역사를 갖고 있으며, 현재도 인디언들은 교육과 취업에서의 어려움과 이로 인한 빈곤을 겪는 경우가 많다. 중남미 지역에서는 사회적 불평등과 경제적 빈곤에 놓인 원주민 인구가 많다.
아르헨티나의 경우 일부가 아르헨티나 축구 국가대표팀으로 진출하기도 한다.

## 언어
원주민들의 언어는 수십 개의 어족과 많은 고립어들로 구성되는데, 상당수는 여전히 분류가 명확하지 않아 연구가 지속되고 있다. 특히 식민화 시대 이후 아메리카 전역에 걸쳐서 사멸한 언어들이 많은데, 이들에 관해서는 자료의 부족이 큰 장해가 된다.

## 대륙별 아메리카 토착민

### 북아메리카
- 나바호족(Navajo/Navaho)
- 네즈퍼스족(Nez Perce)
- 누트카족(Nootka)
- 라코타족(Lakota)
- 모하비족(Mohave)
- 모호크족(Mohawk)
- 모히칸족(Mahican/Mohican)
- 샤이엔족(Cheyenne)
- 세네카족(Seneca)
- 세미놀족(Seminole)
- 쇼쇼니족(Shoshone)
- 수족(Sioux)
- 아베나키족(Abenaki)
- 아시니보인족(Assiniboin)
- 아파치족(Apache)
- 와이언도트족(Wyandot)
- 이로쿼이족(Iroquois)
- 주니족(Zuni)
- 체로키족(Cherokee)
- 촉토족(Choctaw)
- 카이오와족(Kiowa)
- 카이유스족(Cayuse)
- 코만치족(Comanche)
- 크리족(Cree)
- 클라마스족(Klamath)
- 파이우트족(Paiute)
- 호피족(Hopi)
- 휴런족(Huron)
- 퐁카족 (Ponca)

### 중앙아메리카
- 마야족(Mayans)
  - 키체족(Quiché/K'iche')
  - 카치켈족(Kaqchikel)
- 나와족(Nahuas)
  - 멕시카족(Mexica)
- 사포텍족(Zapotecs)
- 믹스텍족(Mixtec)
- 토토낙족(Totonac)
- 타라스코족(Tarascan)
- 푸레페차족(P'urhépecha/Purépecha)
- 맘족(Mam)
- 케치족(Q'eqchi)
- 카리브족(Carib)

### 남아메리카
- 케추아족(잉카족)(Quechuas/Incas)
- 과라니족(Guarani)
- 무이스카족(Muisca)
- 투피족(Tupi)
- 마푸체족(Mapuche)
- 와유족(Wayuu)
- 아이마라족(Aymara)
- 카라카스족(Caracas)
- 티모토쿠이카스족(Timoto-cuicas)

## 같이 보기
- 미국내 아메리카 원주민

## 참고 문헌
- 찰스 만, 전지나 옮김, 《인디언》, 오래된미래, 2005